# (543) Charlotte
(543) Charlotte ist ein Asteroid des Hauptgürtels, der am 11. September 1904 vom deutschen Astronomen Paul Götz in Heidelberg entdeckt wurde.
Der Asteroid trägt den Namen einer Freundin des Entdeckers.